# 仁和門
仁和門是臺灣府城的東外城的南門，為清朝道光十二年（1832年）的張丙之亂平息後，在大東門外所加建的東外城三座城門之一，其名稱是因為通往仁和里而來。仁和門位於東外城南邊，在現在的光華街上，接近正城城垣邊。
二次大戰後仁和門仍在，但約在1963年左右時臺南市議會建議拆除；臺南市政府則認為仁和門為古蹟，將該提議呈報臺灣省政府核示，當時臺南市文獻委員會委員石暘睢亦主張保存，後來該城門在臺南市市長林錫山任內遭到拆毀。